# 三氟乙酸镍
三氟乙酸镍是镍的三氟乙酸盐，化学式为Ni(CF3COO)2。

## 制备
三氟乙酸镍可由碳酸镍和三氟乙酸反应得到：
NiCO3 + 2 CF3COOH → Ni(CF3COO)2 + H2O + CO2↑

## 化学性质
三氟乙酸镍在真空中分解，生成NiF2、CO2、CO、CF3CFO、C2F6、(CF3CO)2O等物质。